# Stewart Brook (dopływ McLellans Brook)
Stewart Brook – strumień (brook) w kanadyjskiej prowincji Nowa Szkocja, w hrabstwie Pictou, płynący w kierunku północno-zachodnim i uchodzący do McLellans Brook; nazwa urzędowo zatwierdzona 22 marca 1926.